# Эскудо (река)
Эскудо (исп. Río Escudo) — река на севере Испании, протекающая через западную часть автономного сообщества Кантабрия и впадающая в Кантабрийское море через Ла-Плайяас Сан-Висенте-де-ла-Баркера. Длина реки — 21,1 км. Площадь водосборного бассейна — 70,84 км². Среднегодовой расход воды — 1,31 м³/с, в зависимости от сезона года меняется в пределах 0,09 — 27,38 м³/с.
Основные притоки — речки Бустиградо и Гандарилья.
Река берет свое начало на северном склоне Сьерра-дель-Эскудо. Впадает в Кантабрийское море в городе Сан-Висенте-де-ла-Баркера, образуя эстуарий Риа-де-Сан-Висенте (исп. Ría de San Vicente de la Barquera).